# Verwaltungsgemeinschaft Annaburg-Prettin

Lage der Verwaltungsgemeinschaft im Landkreis Wittenberg

Die Verwaltungsgemeinschaft Annaburg-Prettin im Landkreis Wittenberg in Sachsen-Anhalt entstand am 1. Januar 2005 aus der Fusion der Verwaltungsgemeinschaft Annaburg mit der Verwaltungsgemeinschaft Heideck-Prettin. In ihr waren acht Gemeinden zur Erledigung der Verwaltungsgeschäfte zusammengeschlossen. Auf einer Fläche von 224,2 km² lebten 7611 Einwohner (Stand: 31. Dezember 2009). Sitz der Verwaltungsgemeinschaft war die Stadt Annaburg. Zum 1. Januar 2011 wurden alle Gemeinden zur Einheitsgemeinde Annaburg zusammengeschlossen.

## Mitgliedsgemeinden
1. Annaburg, Stadt
2. Axien
3. Bethau
4. Groß Naundorf
5. Labrun
6. Lebien
7. Plossig
8. Prettin, Stadt